# SN 2005be
SN 2005be – supernowa typu Ia odkryta 5 kwietnia 2005 roku w galaktyce A145932+1640. W momencie odkrycia miała maksymalną jasność 16,10m.